# Atina
Pour l’article homonyme, voir Atina (vin).
Atina est une commune italienne d'environ 4 100 habitants, située dans la province de Frosinone, dans la région du Latium, dans le Sud de l'Italie.

## Géographie
Le village occupe une grande partie d'une colline qui se développe dans la vallée de Comino, à la rive ouest d'un complexe montagneux de dolomie blanche appelé Monti Bianchi.
Si la localité antique est perchée sur une colline qui semblait imprenable, elle apparaît entourée d'une muraille polygonale d’environ 8 000 mètres.
Des études récentes ont permis d'identifier deux types de murs très étendus : l’extérieur comprend le Monte Morrone et le Colle ; tandis que l’intérieur contourne complètement la colline de Santo Stefano. Des traces importantes de ce circuit mural, datées du IVe au IIIe siècle av. J.-C., sont visibles sur la colline de Santo Stefano et sur la place devant le cimetière. À proximité se dressaient plusieurs portes dont la Porta Aurea, principale entrée de la ville. 
Le reste du territoire communal renferme un paysage assez varié.
Depuis les dernières décennies, le centre urbain « Ponte Melfa » se développe sur base de nouvelles réalités touristiques, artisanales, commerciales, politiques et administratives.

## Histoire
La légende attribue des origines anciennes à Atina : elle a été fondée par Saturne à l'âge d'or mythique, ainsi que cinq autres villes du Latium commençant par la lettre A et, en fait, appelée la ville saturnienne. Les sources historiques et littéraires attestent avec une certitude raisonnable de son existence à l'époque pré-romaine : on sait que, dans un passage de l'Énéide, Virgile l'inscrivit parmi les villes qui préparèrent les armes à la rescousse de Turnus contre Énée.
Selon toute vraisemblance, c’était une ville volsque située le long de la route qui reliait Sora à Casinum. Au IVe siècle av. J.-C., lorsque la puissance croissante des Samnites entra en contact avec la présence romaine au bord de la vallée du Liri, on la trouve parmi les villes de la Ligue Samnite, appartenant presque certainement à la grande tribu des Pentri, comme Alife, Cassino et Venafro. Atina avait un rôle important non seulement dans les voies de communication entre Sannio, la Campanie et le Bas-Latium, mais aussi à proximité des mines de fer du mont Meta. Conquise par les Romains lors des guerres samnites, elle est intégrée à la tribu Teretina, devint préfecture puis cité. Elle a fourni à la république et à l'empire des administrateurs et du personnel militaire, en particulier après la fin de la guerre sociale en 90 av. J.-C. et l'acquisition définitive de la citoyenneté romaine. Cicéron l'appelle « Atina, mère de nombreux hommes illustres, à tel point qu'aucune ville d'Italie ne peut être dite plus riche. » Dans l'organisation territoriale d'Auguste, elle est incluse dans le I Regio, le Latium et la Campanie.
Vandalisée par les Lombards, Atina fut reconstruite en 626 et devient une partie du Duché de Bénévent; en 800, c'était un siège d'évêque, comme nous le lisons dans un diplôme de Charlemagne qui décrit son étendue territoriale en détail. Elle a ensuite fait partie du comté de Capoue et enfin du royaume unifié par les Normands, du royaume de Sicile puis du royaume de Naples et des Deux-Siciles. Atina faisait partie de la province de Terra di Lavoro à partir de cette date jusqu'en 1860. À la fin du XIIe siècle, elle fait partie des domaines de Montecassino. En 1349, Atina fut détruite par un tremblement de terre et reconstruite quelques décennies plus tard. Comme la majeure partie de la vallée de Comino, elle sera incluse dans le comté d’Alvito, puis dans le duché d’Alvito, sous les Cantelmo, Folch de Cardona et Gallo.
L'exploitation des mines de fer (principalement de limonite) du Meta, auxquelles l'histoire d'Atina et de la vallée de Comino sont liées depuis la plus haute Antiquité, s'est poursuivie avec une alternance d'événements, même à l'époque moderne, et s'est redressée à partir de 1774, avec la construction d’une usine sidérurgique dans la vallée du Canneto, fermée en 1799 pendant l’occupation française. 
Après la suppression de la féodalité, décrétée par les Français en 1806, le village continue d'être le pôle de développement économique de la vallée.
En 1848, Atina est traversée par des idéologies libérales - unitaires.
Dans la seconde moitié du XIXe siècle, des écoles primaires sont ouvertes, une école de dessin « pour les artisans » et l'une des premières banques populaires de la Terra di Lavoro.
En 1852, le gouvernement Bourbon songea à exploiter les ressources minérales de la région, avec la construction de Magona ou de Ferriera dans la localité de Rosanisco. Ce projet, en voie d'achèvement, s'est arrêté après l'occupation piémontaise de 1860.
Municipalité située au bord de la ligne « Gustav » et à quelques kilomètres de Cassino, occupée par les troupes allemandes, Atina a subi de violents pillages et des bombardements continus qui ont causé la mort de nombreux citoyens, ainsi que la destruction quasi complète du patrimoine architectural.

## Économie
Grâce également à la proximité des rivières Melfa et Mollarino, Atina a développé une activité agricole, avec des produits de qualité comme l'huile d'olive, le vin, les haricots cannellini.
Dès le début du XIXe siècle, l'engagement réformateur de la famille Visocchi a conduit à l'introduction dans la viticulture de critères d'élevage rationnels et de vignes sélectionnées, comme le cabernet, pour l'élaboration de vins pour lesquels elle est aujourd'hui certifiée appellation d'origine contrôlée (Atina DOC).

## Religion
Du XIIe siècle à 1977, Atina est une circonscription ecclésiastique catholique. À la suite du décret Ad Casinum Montem de la Congrégation des évêques du 21 mars 1977, les privilèges d’Atina furent supprimés et son territoire annexé à l’abbaye territoriale du Mont-Cassin.

## Monuments et patrimoine
- Le Palazzo Cantelmo, également appelé palais ducal, a été construit après le tremblement de terre de 1349, au même endroit où se trouvait la forteresse d'Aquin. Actuellement, c’est le siège de la municipalité. Le site a bénéficié, au fil du temps, de plusieurs restaurations. La façade se compose de 2 tours, dont seule la droite est complète, des fenêtres à meneaux gothiques et des rosettes. Un bas-relief romain est représenté sur la porte d'entrée. A l'intérieur se trouve la chapelle de Sant'Onofrio.

- Musée de l'académie Vitti[1].
- Le musée d'Atina et de la vallée de Comino "Giuseppe Visocchi" conserve les trouvailles archéologiques de la région. Ce trésor historique est réparti sur plusieurs salles d'exposition :

1. La première salle présente un lion funéraire de l'époque romaine et les objets funéraires de la nécropole préromaine retrouvés en 2002 à Atina.
2. Les salles 2 et 4 abritent les objets funéraires de trois nécropoles distinctes situées dans la région de Monte Santa Croce à San Biagio Saracinisco. La collection se compose principalement de céramiques préromaines en argile qui confirment la poussée commerciale des Étrusques dans la zone intérieure du sud du Latium, attirés par la richesse des gisements métalliques du Monte Meta. La tradition métallurgique locale est attestée par les nombreuses armes en fer et en bronze (pointes de lance et pointes de javelot) et par les accessoires de l'équipement du guerrier.
3. Dans la troisième salle, des maquettes pédagogiques présentent des reproductions fidèles de déploiements militaires, de machines de guerre (catapulte, baliste, ...), d'armures et d'insignes romains et samnites.
4. Dans la dernière salle du musée, deux sépultures de la nécropole de San Biagio Saracinisco ont été reconstituées.
5. La bibliothèque municipale localisée au sous-sol regorge de volumes d'un intérêt considérable pour l'histoire et l'archéologie de la vallée de Comino.

## Administration
À la suite de la réorganisation des circonscriptions électorales fixées par le décret régional n°1 du 2 janvier 1927 qui institue la province de Frosinone, Atina passe officiellement de la province de Caserte à celle de Frosinone. Elle fait partie de la Communauté de montagne de la vallée di Comino.
|   | Période                          | Identité       | Etiquette         |
| 1 | 27 mai 2003 au 14 avril 2008     | Natale Cerri   | Liste civique     |
| 2 | 15 avril 2008 au 26 mai 2013     | Fausto Lancia  | Liste civique     |
| 3 | 27 mai 2013 au 10 juin 2018      | Silvio Mancini | Liste civique     |
| 4 | 11 juin 2018 au 14 mai 2023      | Adolfo Valente | Atina bien commun |
| 5 | Depuis le 15 mai 2023 - en cours | Pietro Volante | Projet pour Atina |

## Hameaux
Ponte Melfa, Pié delle Piagge, Colle Melfa, San Marciano, Settignano, Rosanisco, Sabina, Colle Alto, Le Sode, Capo di China

## Communes limitrophes
Alvito, Belmonte Castello, Casalattico, Casalvieri, Gallinaro, Picinisco, Terelle, Villa Latina